# Preto no Branco 2
Preto no Branco 2 é um álbum ao vivo da banda homônima, lançado em janeiro de 2018 pelo selo Balaio Music, com distribuição da Sony Music Brasil. O álbum foi gravado ao vivo em Belo Horizonte no alto de um prédio.
O disco caracteriza a banda como um trio, com a produção musical do tecladista Weslei Santos com as colaborações de Clovis Pinho e Luan Murilo. O disco ainda traz as participações de Priscilla Alcantara em "Me Deixe Aqui", Lorena Chaves em "O Tempo" e André Valadão em "Me Faz Voar". O projeto recebeu críticas favoráveis.

## Lançamento e recepção
| Críticas profissionais | Críticas profissionais |
| Avaliações da crítica  | Avaliações da crítica  |
| Fonte                  | Avaliação              |
| ---------------------- | ---------------------- |
| Super Gospel           | [ 3 ]                  |

Preto no Branco 2 foi lançado em janeiro de 2018 pela gravadora Sony Music Brasil. O projeto recebeu uma avaliação favorável da mídia especializada. Em texto publicado no portal Super Gospel, o álbum foi classificado como "um trabalho surpreendente tanto pelos aspectos técnicos de edição e estrutura, quanto em elementos artísticos das composições".
Em 2019, foi eleito pelo Super Gospel o 38º melhor álbum da década de 2010.

## Faixas
| N.º | Título                                    | Duração |  |
| 1.  | "Me Deixe Aqui" (com Priscilla Alcântara) |         |  |
| 2.  | "O Tempo" (com Lorena Chaves)             |         |  |
| 3.  | "Eu Te Senti"                             |         |  |
| 4.  | "Me Faz Voar" (com André Valadão)         |         |  |
| 5.  | "Israel"                                  |         |  |
| 6.  | "O Sacrifício"                            |         |  |
| 7.  | "O Que Fizeram de Você"                   |         |  |